# Sandino (Cuba)
Sandino is een gemeente in de Cubaanse provincie Pinar del Río. De gemeente heeft een oppervlakte van 1700 km² en telt 37.000 inwoners (2015).

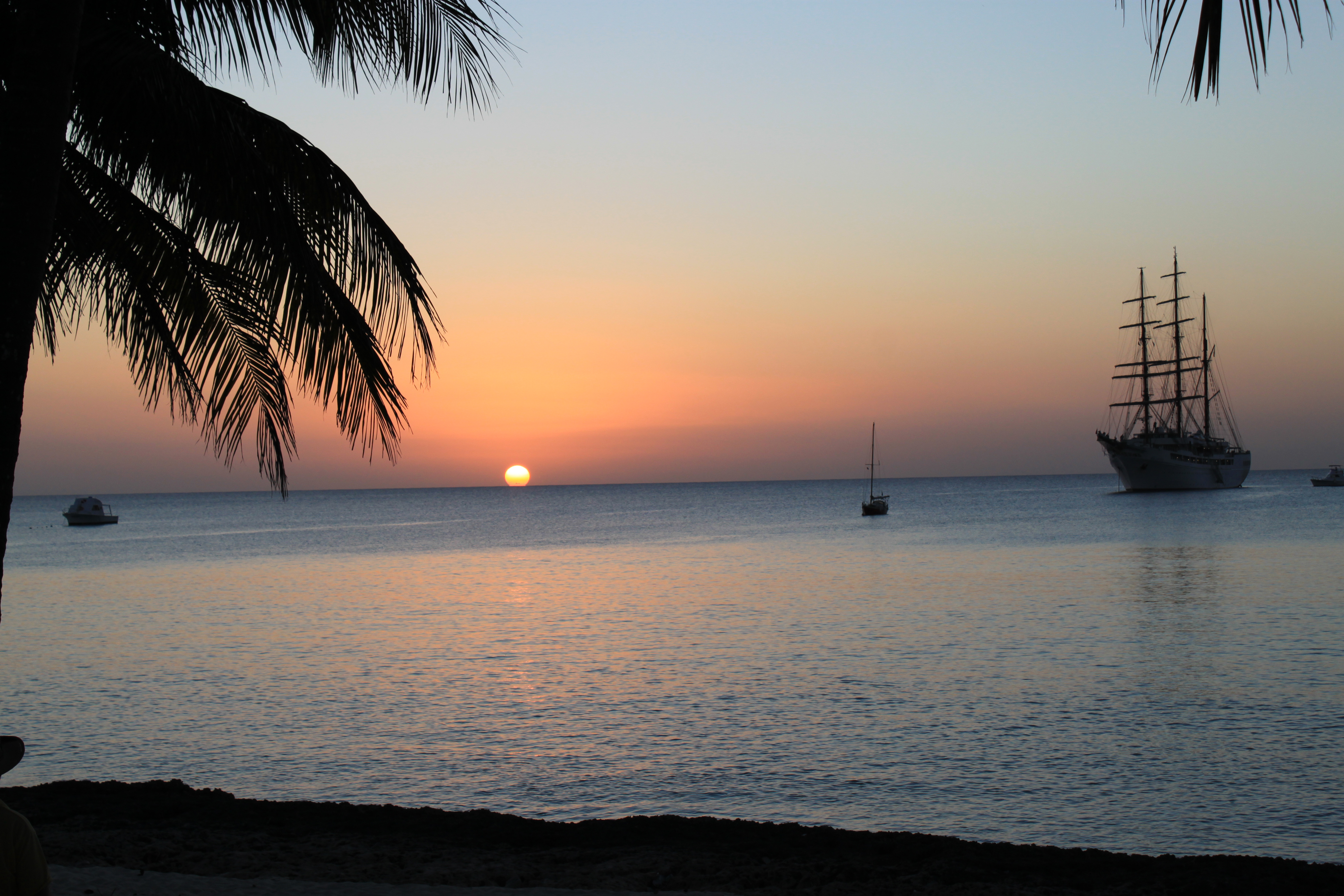
Het schiereiland María la Gorda in de gemeente Sandino